# Alonso Álvarez de Pineda
Alonso Álvarez de Pineda (Aldeacentenera, 1494 - mort en 1520) est un explorateur et cartographe espagnol. Il fut le premier Européen à voir le fleuve Mississippi et le littoral nord du golfe du Mexique qu'il cartographia.

## Expédition
L'exploration du golfe du Mexique devait permettre aux Espagnols de trouver un passage maritime vers l'océan Pacifique et l'Asie. En 1517-1518, Antonio de Alaminos mena dans ce but plusieurs voyages entre la péninsule du Yucatan et le Rio Panuco. Un autre Espagnol, Juan Ponce de León avait quant à lui cartographié une partie de la Floride, qu'il croyait être une île.